# Dinah Shore
Dinah Shore, geboren als Frances Rose Shore (Winchester (Tennessee), 29 februari 1916 - Beverly Hills, 24 februari 1994), was een Amerikaanse zangeres, actrice en tv-persoonlijkheid en de beste vrouwelijke zangeres van de jaren 1940. Ze werd bekend als artiest tijdens het Big Band-tijdperk. Tien jaar later behaalde ze nog meer succes, op televisie, voornamelijk als presentatrice van een reeks gevarieerde programma's voor het autobedrijf Chevrolet.
Na het mislukken van zangaudities voor de bands van Benny Goodman en zowel Jimmy als Tommy Dorsey, deed Shore het op haar eentje. Ze werd de eerste zangeres van haar tijd die enorm solosucces behaalde. Ze had een reeks van 80 populaire hits, verspreid over 1940-1957, en nadat ze in een handvol speelfilms was verschenen, ging ze door met een carrière van vier decennia op de Amerikaanse televisie. Ze speelde in haar eigen muziek- en variétéshows van 1951 tot 1963 en presenteerde in de jaren 1970 twee talkshows. TV Guide plaatste haar op nummer 16 op hun lijst van de 50 beste televisiesterren aller tijden. Stilistisch werd Shore vergeleken met de twee zangeressen Jo Stafford en Patti Page, die haar volgden in het midden van de late jaren 1940 en vroege jaren 1950.

## Biografie
Frances 'Fanny' Rose Shore werd geboren als dochter van de Russisch-joodse immigrantenwinkeliers Anna Shore-Stein en Solomon Shore. Haar oudere zus Elizabeth, bekend als Bessie, was acht jaar ouder dan zij. Toen Fanny achttien maanden oud was, kreeg ze polio (kinderverlamming). De enige bekende behandeling was bedrust en soms meer extreme zorg als het kind ernstig gecompromitteerd was (Dit was voordat het poliovaccin was ontwikkeld dat een einde maakte aan polio in de Verenigde Staten). Haar moeder zorgde voor haar, waaronder regelmatige therapeutische massages en een strikt oefenprogramma. Ze herstelde, maar liep een misvormde voet op en liep mank. Fanny zong als klein kind al graag. Haar moeder, een alt met opera-aspiraties, moedigde haar aan. Haar vader nam haar vaak mee naar zijn winkel, waar ze geïmproviseerde liedjes voor de klanten zou uitvoeren.
In 1924 verhuisde de familie Shore naar McMinnville (Tennessee), waar haar vader een warenhuis had geopend. Toen ze in de vijfde klas zat, was het gezin naar Nashville verhuisd, waar ze de lagere school afrondde. Hoewel ze verlegen was omdat ze mank liep, raakte ze actief betrokken bij sport, was ze cheerleader op de Hume-Fogg High School in Nashville en was ze betrokken bij andere activiteiten.
Toen Shore 16 was, overleed haar moeder onverwachts aan een hartaanval. Tijdens haar opleiding schreef Shore zich in aan de Vanderbilt University, waar ze deelnam aan vele evenementen en activiteiten, waaronder de Chi-afdeling van de Alpha Epsilon Phi-studentenclub. Ze studeerde in 1938 af aan de universiteit met een graad in sociologie. Ze bezocht de Grand Ole Opry en maakte haar radiodebuut op het WSM (AM)-radiostation van Nashville.
Shore besloot terug te keren naar haar zangcarrière en verhuisde naar New York om auditie te doen voor orkesten en radiostations. Eerst ging ze daarheen tijdens een zomervakantie van Vanderbilt en na haar afstuderen voorgoed. In veel van haar audities zong ze het populaire lied Dinah. Toen diskjockey Martin Block haar naam niet meer kon herinneren, noemde hij haar het Dinah-meisje en kort daarna bleef de naam hangen en werd deze haar artiestennaam. Ze werd uiteindelijk ingehuurd als zangeres bij radiostation WNEW, waar ze zong met Frank Sinatra. Ze nam op en trad op met het Xavier Cugat-orkest, en tekende in 1940 een platencontract bij RCA Victor Records.

## Muziekcarrière

### De jaren 1940
In maart 1939 debuteerde Shore op de nationale radio in het zondagmiddagprogramma Ben Bernie's Orchestra van CBS Radio. In februari 1940 werd ze een prominente zangeres in het NBC Radio-programma The Chamber Music Society of Lower Basin Street, een showcase voor traditionele dixieland- en bluesliedjes. Bij haar werd het programma zo populair dat het in september werd verplaatst van zondagmiddag 16.30 uur naar een maandagavondtijdvak van 9:00 uur. In haar primetime debuut voor de muziek van de drie b's, barrelhouse, boogie-woogie en de blues, werd ze geïntroduceerd als 'Mademoiselle Dinah 'Diva' Shore, die een vuur aanwakkert door twee noten tegen elkaar te wrijven!' Ze nam op met de twee Basin Street bands voor RCA Victor. Een van haar platen was het gelijknamige Dinah's Blues.
Shore's zang kwam onder de aandacht van Eddie Cantor, die haar contracteerde als een vaste klant in zijn radioshow Time to Smile in 1940. Shore dankt hem voor het onderwijzen van haar zelfvertrouwen, komische timing en de manieren om contact te maken met een publiek. Cantor kocht de rechten op een aangepast Oekraïens volksliedje met nieuwe tekst van Jack Lawrence voor Shore om op te nemen voor Bluebird Records van RCA Victor. Dit nummer, Yes, My Darling Daughter, werd haar eerste grote hit en verkocht in weken 500.000 exemplaren, wat ongebruikelijk was voor die tijd.
Shore werd al snel een succesvolle zingende ster met haar eigen radioshow Call for Music, die werd uitgezonden op CBS van 13 februari 1948 tot 16 april 1948 en op NBC van 20 april 1948 tot 29 juni 1948. Ook in 1943 verscheen ze in haar eerste film Thank Your Lucky Stars, met Cantor in de hoofdrol. Ze ging al snel naar het andere radioprogramma Paul Whiteman Presents. Gedurende deze tijd waren de Verenigde Staten betrokken bij de Tweede Wereldoorlog en Shore werd een favoriet bij de troepen. Ze had hits, waaronder Blues in the Night, Jim, You'd Be So Nice to Come Home To en I'll Walk Alone, de eerste van haar nummer 1-hits. Blues in the Night verkocht meer dan een miljoen exemplaren en werd bekroond met een gouden schijf door de RIAA.
Om de troepen overzee te ondersteunen, nam Shore deel aan USO-tournees naar Europa. Ze verscheen persoonlijk op de radio en op plaat met een aantal Britse en Amerikaanse sterren, waaronder majoor Glenn Miller en zijn grote Army Air Force Band. Ze ontmoette George Montgomery, een jonge acteur die klaar was om in militaire dienst te gaan. Ze trouwden op 3 december 1943, kort voordat hij in dienst ging. Toen hij terugkeerde, vestigden ze zich in San Fernando (Californië). In 1948 werd hun eerste kind geboren, een dochter, Melissa Ann, en in 1954 adopteerden ze een zoon, John David, voordat ze naar Beverly Hills verhuisden.
Shore bleef in de jaren 1940 in radioprogramma's verschijnen, waaronder The Bird's Eye Open House en Ford Radio Show. Begin 1946 verhuisde ze naar een nieuw label, het CBS-eigendom Columbia Records. Bij Columbia genoot Shore het grootste commerciële succes van haar opnamecarrière, te beginnen met haar eerste single-publicatie Shoo-Fly Pie and Apple Pan Dowdy en met als hoogtepunt het populairste nummer Buttons and Bows uit 1948 (met Henri René & Orchestra), dat tien weken op nummer 1 stond. Andere nummer 1-hits bij Columbia waren The Gypsy en The Anniversary Song.
Een van haar meest populaire opnamen was Baby, It's Cold Outside met Buddy Clark uit 1949. Het nummer werd gecoverd door vele andere artiesten, waaronder Ella Fitzgerald. Andere hits tijdens haar vier jaar bij Columbia waren Laughing on the Outside (Crying on the Inside), I Wish I Didn't Love You So, (I Love You) For Sentimental Reasons, Doin' What Comes Natur'lly en Dear Hearts and Gentle People. Ze was een vaste gast met Jack Smith in zijn radioshow van een kwartier op CBS.
Shore was een muzikale gast in de films Thank Your Lucky Stars (1943), Follow the Boys (1944) en Till the Clouds Roll By (1946) en had hoofdrollen in Danny Kaye's debuut Up in Arms (1944) en Belle of the Yukon (1944). Ze leende haar muzikale stem aan de twee Disney-films Make Mine Music (1946) en Fun and Fancy Free (1947). Haar laatste filmrol was voor Paramount Pictures in Aaron Slick ftom Punkin Crick (1952).

### De jaren 1950
In 1950 keerde Shore terug naar RCA Victor met een deal om 100 kanten op te nemen voor $ 1 miljoen (gelijk aan $ 10,8 miljoen in 2020). De hits bleven komen, maar met minder frequentie en plaatsten zich niet zo hoog in de hitlijst als in de jaren 1940. Dinahs grootste hits van dit tijdperk waren My Heart Cries for You en Sweet Violets, die beide piekten op nummer drie in 1951. Verschillende duetten met Tony Martin deden het goed, met A Penny a Kiss als de meest populaire met een achtste plaats. Blue Canary was een hit uit 1953 en haar covers van Changing Partners en If I Give My Heart to You waren populaire top-20-hits. Love and Marriage en Whatever Lola Wants waren top-20 hits uit 1955.
Chantez, Chantez was haar laatste top-20-hit en bleef in 1957 meer dan 20 weken in de hitlijsten. Shore bleef tot 1958 bij RCA Victor en bracht in die tijd albums uit, waaronder Bouquet of Blues, Once in a While en Vivacious, dat waren verzamelingen van singles met verschillende orkesten en dirigenten als Frank DeVol en Hugo Winterhalter. De studioalbums Holding Hands at Midnight uit 1955 en Moments Like These uit 1958, opgenomen in stereo, met orkest onder de muzikale leiding van Harry Zimmerman, die dezelfde taken uitvoerde op The Dinah Shore Chevy Show, waren de uitzonderingen.

### Opnamecarrière na de jaren 1950
In 1959 verliet Dinah RCA Victor voor Capitol Records. Hoewel ze slechts één kleine hit opnam voor haar nieuwe label (I Ain't Down Yet, die in 1960 piekte op nummer 102 in de Billboard-hitlijst), produceerde de samenwerking vier thema-albums, die Dinah koppelden aan arrangeur Nelson Riddle (Dinah, Yes Indeed!), dirigent en begeleider André Previn (Somebody Loves Me en Dinah Sings, Previn Plays), en Red Norvo (Dinah Sings Some Blues with Red). Haar laatste twee Capitol-albums waren Dinah, Down Home en The Fabulous Hits (Newly Recorded).
Dinah werd in 1962 door Capitol gedropt en nam de komende twee decennia slechts een handvol albums op. Ze nam Lower Basin Street Revisited op voor Reprise Records van vriend Frank Sinatra in 1965, Songs for Sometime Losers (Project 3, 1967), Country Feelin' (Decca, 1969), Once Upon A Summertime (Stanyan, 1975) en de dubbel-lp Dinah! voor Capitol in 1976. Ze nam dit album op op het hoogtepunt van haar talkshowroem en het bevatte haar kijk op hedendaagse hits zoals 50 Ways to Leave Your Lover, The Hungry Years en Theme from Mahogany (Do You Know Where You're Going To). Haar laatste studioalbum Dinah!: I've Got a Song werd uitgebracht in 1979 voor de

## Acteercarrière

### Radio
Shore speelde tussen 1941 en 1954 in zeven eigen radioseries. Ze maakte honderden gastoptredens in shows, waaronder een aflevering van Suspense (Frankie and Johnny, 5 mei 1952).

### Vroege televisiecarrière
Kort nadat Shore in 1937 op 21-jarige leeftijd in New York aankwam, maakte ze haar eerste televisie-optredens in experimentele uitzendingen voor NBC via station W2XBS in New York (nu WNBC). Twaalf jaar later, in 1949, maakte ze haar commerciële televisiedebuut in The Ed Wynn Show vanuit Los Angeles via CBS en op Paaszondag 1950 maakte ze een gastoptreden in de eerste netwerktelevisieshow van Bob Hope bij NBC. Na gastspots in veel tv-shows, kreeg ze op 27 november 1951 haar eigen programma The Dinah Shore Show bij NBC. Vic Schoen was haar muzikaal leider van 1951 tot 1954 en arrangeerde ook muziek voor haar in The Colgate Comedy Hour (1954).
Shore deed twee shows van 15 minuten per week voor NBC. Ze speelde een gastrol in een andere serie van 15 minuten, The Tony Martin Show met entertainer Tony Martin in de hoofdrol, maar het korte programma van Martin verwierf nooit het populaire succes zoals Shore dat deed. In 1956 won Shore de eerste van haar vele Emmy Awards voor het programma, dat werd gesponsord door Chevrolet. Het themalied See the USA in Your Chevrolet van de sponsor werd het kenmerkende stuk van de zangeres.
In 1956 begon Shore met het presenteren van een maandelijkse serie van een uur durend, meerkleurig spektakel als onderdeel van The Chevy Show-serie van NBC. Deze bleken zo populair dat de show het volgende seizoen werd omgedoopt tot The Dinah Shore Chevy Show, waarbij Shore de fulltime gastheer werd en drie of vier weken in de maand aan het roer stond. Deze variétéshow, live uitgezonden en in NBC's beroemde 'Living Color', was een van de meest populaire van de jaren 1950 en begin jaren 1960 en bevatte de televisiedebuuts van sterren uit die tijd, zoals Yves Montand, Maureen O'Hara en Dinah in optredens naast Ella Fitzgerald, Mahalia Jackson, Peggy Lee, Frank Sinatra en Pearl Bailey. Tennessee Ernie Ford was een prominente gast op één show en ze stelde hem met een knipoog voor als Tennessee Ernie CHEVROLET!! Ze verscheen ook als gast in The Pat Boone Chevy Showroom.
De Dinah Shore Chevy Show liep door tot het seizoen 1960-1961, waarna Chevrolet de sponsoring liet vallen en Shore een reeks maandelijkse uitzendingen organiseerde, gesponsord door de American Dairy Association en Green Stamps. Dinahs gasten in The Dinah Shore Show waren onder meer Nat King Cole, Bing Crosby, Jack Lemmon, Boris Karloff, Betty Hutton, Art Carney en een jonge Barbra Streisand. Gedurende 12 seizoenen, van 1951 tot 1963, maakte Shore 125 uur durende programma's en 444 shows van vijftien minuten. Ze beëindigde haar televisieprogramma's altijd door een enthousiaste kus rechtstreeks naar de camera's (en kijkers) te werpen en MWAH! naar het publiek.
Shore verscheen ook in vier specials voor ABC (in zwart-wit) in het seizoen 1964-1965. Ze werden gesponsord door de Purex Corporation.

### Latere televisiecarrière
Van 1970 tot 1980 presenteerde Shore de twee dagprogramma's Dinah's Place (1970-1974) bij NBC en Dinah! (later Dinah and Friends) in syndicatie van 1974 tot 1980 en een derde kabelprogramma van 1989 tot 1992. Dinah's Place, voornamelijk gesponsord door Colgate-Palmolive (dat later haar golftoernooi voor vrouwen sponsorde), was een 30 minuten durende vrijdagprogramma, uitgezonden om 10.00 uur (ET) via NBC, haar thuisnetwerk sinds 1939. Shore beschreef deze show als een 'Do-Show' in tegenstelling tot een chatshow omdat ze haar gasten een onverwachte vaardigheid zou laten demonstreren, bijvoorbeeld Frank Sinatra die zijn spaghettisausrecept deelt, Spiro Agnew die keyboard speelt bij Dinah op Sophisticated Lady of Ginger Rogers die Shore laat zien hoe je een aarden pot op een pottenbakkersschijf gooit.
Hoewel Dinah's Place beroemde gaststerren bevatte, verhoorde Shore vaak minder bekende lifestyle-experts op het gebied van voeding, lichaamsbeweging of het huishouden. Ondanks dat het een van de meer populaire programma's was in de ochtendopstelling van NBC, dominerend in het tijdslot, met uitzicht op de herhalingen van The Lucy Show op CBS en lokale programmering op ABC, ging deze show uit de lucht in 1974, nadat NBC een telegram naar Dinah stuurde om haar te feliciteren met haar Emmy, tegelijkertijd informeerde de zender haar dat de show werd geannuleerd, omdat het een programmeerblok voor spelshows en concurrentie van The Joker's Wild op CBS opbrak, die twee jaar eerder begon. Zo eindigde de 35-jarige samenwerking van het netwerk met Shore. Ze keerde die herfst terug met Dinah!, een gesyndiceerde dagelijkse talkshow van 90 minuten (ook te zien in een 60 minuten durende versie op sommige stations) die de nadruk legde op topgaststerren en entertainment. Deze show werd gezien als competitie voor Mike Douglas en Merv Griffin, wiens shows al 10 jaar in de lucht waren toen Dinah! debuteerde. Regelmatige gasten waren entertainmentfiguren (Lucille Ball, Bob Hope en James Stewart), evenals vaste medewerkers, waaronder lifestyle-goeroe Dr. Wayne Dyer.
Onverwachte optredens in rockmuziek waren onder meer Tina Turner, David Bowie en Iggy Pop. Shore verscheen ook in de comedy-soap Mary Hartman, Mary Hartman van Norman Lear in april 1976. Tijdens de show interviewde Dinah countryzangeres Loretta Haggars (gespeeld door Mary Kay Place) en voegde ze een controversieel commentaar toe van Miss Haggars tijdens haar optreden op een live-uitzending van Shore's talkshow. Shore had de pech om de komiek Andy Kaufman te interviewen in zijn Tony Clifton-vermomming tijdens haar show. Hij nam opzettelijk aanstoot aan haar vragen en gooide uiteindelijk een pan met eieren over haar hoofd. Dit programma werd live opgenomen voor een studiopubliek en het segment 'eieren' werd nooit uitgezonden, er wordt aangenomen dat de gewraakte beelden werden vernietigd. De producenten van Shore legden titels als 'This is a put on' bovenop de beelden die uiteindelijk werden uitgezonden, waaronder een ongemakkelijk duet van Anything You Can Do en zijn solo van On the Street Where You Live. De opnamen werden gestaakt en Kaufman werd de studio uit begeleid.
Shore, met haar dixie-accent en ingetogen manier van doen, werd geïdentificeerd met het zuiden en gasten in haar shows gaven er vaak commentaar op. Ze vervalste dit beeld door Melody te spelen in Went with the Wind!, de beroemde Gone with the Wind-parodie voor The Carol Burnett Show. In de zomer van 1976 presenteerde Shore Dinah and Her New Best Friends, een acht weken durende zomervervangingsserie voor The Carol Burnett Show met een cast van jonge hoopvolle mensen zoals Diana Canova en Gary Mule Deer, samen met ervaren gasten als Jean Stapleton en Linda Lavin. Shore speelde een gastrol in Pee-wee's Playhouse Christmas Special.
Shore beëindigde haar televisiecarrière met het presenteren van A Conversation with Dinah (1989-1992) bij het kabelnetwerk TNN (The Nashville Network). Deze show van een half uur bestond uit één-op-één interviews met beroemdheden en komieken (zoals Bob Hope), ex-vriendjes (Burt Reynolds in een speciale aflevering van een uur) en politieke figuren (voormalig president Gerald Ford en zijn vrouw en voormalig First Lady Betty Ford). In een staatsgreep kreeg Shore het eerste interview na het Witte Huis, gegeven door voormalig First Lady Nancy Reagan. Rond deze tijd kreeg ze een contract als televisiewoordvoerster voor Holly Farms-kip. In de jaren 1980 zong Shore in televisiecommercials van Glendale Federal Bank. Haar laatste televisiespecial Dinah Comes Home (TNN 1991), bracht Shore's carrière volledig rond en bracht haar terug naar het podium van de Grand Ole Opry, die ze zo'n 60 jaar eerder voor het eerst bezocht. Shore won negen Emmy's, een Peabody Award en een Golden Globe Award. Shore's talkshows bevatten soms kooksegmenten en ze schreef kookboeken, waaronder Someone's in the Kitchen with Dinah
Dinah Shore was een van de honderden artiesten wiens materiaal werd vernietigd in de 2008 Universal Studios-brand.

## Privéleven

### Huwelijk en kinderen
Shore was van 1943 tot 1962 getrouwd met acteur George Montgomery. Ze beviel in januari 1948 van dochter Melissa Ann 'Missy' Montgomery. Later adopteerde het paar een zoon, John David 'Jody' Montgomery. Missy Montgomery werd ook actrice.
George Jacobs beweerde in zijn memoires Mr. S over Frank Sinatra, voor wie hij lange tijd als bediende werkte, dat Shore en Sinatra in de jaren 1950 een langdurige relatie hadden. Na haar scheiding in 1963 van Montgomery, trouwde ze kort met de professionele tennisser Maurice F. Smith. Bij haar romances uit de latere jaren 1960 was komiek Dick Martin, zanger Eddie Fisher en acteur Rod Taylor betrokken.
In het begin van de jaren 1970 had Shore een gelukkige vierjarige openbare romance met acteur Burt Reynolds, die 20 jaar jonger was dan zij. Nadat de relatie was bekoeld, brachten de roddelbladen Shore in verband met andere jongere mannen, waaronder Wayne Rogers, Andy Williams en Ron Ely.
Haar dochter Melissa Montgomery is de eigenaar van de rechten op de meeste televisieseries van Shore. In maart 2003 presenteerde PBS MWAH! The Best of The Dinah Shore Show 1956-1963, een uur durende special van vroege kleur op video opgenomen beelden van Shore in duetten met gasten Ella Fitzgerald, Jack Lemmon, Frank Sinatra, Bing Crosby, Pearl Bailey, George Burns, Groucho Marx, Peggy Lee en Mahalia Jackson. Zwart-wit kinescopen, evenals kleurenvideobanden van The Dinah Shore Chevy Show, worden vaak uitgezonden bij Jewish Life Television.

## Overlijden
In het voorjaar van 1993 werd bij Shore eierstokkanker vastgesteld. Ze overleed aan complicaties van de ziekte op 24 februari 1994, in haar huis in Beverly Hills, Californië, vijf dagen voor haar 77ste verjaardag. Haar lichaam werd dezelfde dag gecremeerd. Een deel van de as werd bijgezet op twee herdenkingsplaatsen: de Hillside Memorial Park Cemetery in Culver City, Californië en Forest Lawn Cemetery (Cathedral City). Andere as ging naar familieleden.

## Golf
Dinah Shore, die zelf ook golf speelde, was een langjarige voorspreekster van het professionele vrouwengolf. In 1972 was ze mede-oprichtster van het Colgate Dinah Shore Golf-Tournament, dat tegenwoordig wordt gespeeld onder de naam ANA Inspiration. Het is een van de vier Major-golftoernooien voor vrouwen in de LPGA-toer. Het toernooi wordt in ieder voorjaar in de buurt van Shore's huis in Rancho Mirage uitgezonden. Shore was ook het eerste vrouwelijke lid van de beroemde Hillcrest Country Club in Los Angeles.
Als dankbetuiging voor haar diensten voor de golfsport werd Dinah Shore in 1994 postuum als toe nu toe enige erelid opgenomen in de World Golf Hall of Fame. Deze eer wordt niet vergeven, maar verkregen, volgens de LPGA-gevolmachtigde Charles Mechem in zijn laudatio. In 1985 had ze al de Patty Berg Award en in 1993 de Old Tom Morris Award verkregen, de hoogste onderscheiding van de Golf Course Superintendents Association of America (GCSAA).

## Verder
Een vijf dagen durend lesbiennen-festival in Palm Springs, dat plaatsvindt sinds 1991, is naar haar 'Dinah Shore Weekend' genoemd.
- Bibsys: 3089834
- Biblioteca Nacional de España: XX1168006
- Bibliothèque nationale de France: cb13899751t (data)
- Gemeinsame Normdatei: 13452148X
- International Standard Name Identifier: 0000 0001 1574 1520
- Library of Congress Control Number: n79072750
- Nationale Bibliotheek van Letland: 000069799
- MusicBrainz: 1a329949-6586-47d2-994a-cd64e13cab68
- National Archives and Records Administration: 10582105
- Nationale Bibliotheek van Tsjechië: xx0030938
- Nationale bibliotheek van Australië: 35497151
- Nationale Bibliotheek van Israël: 987007429531305171
- Nederlandse Thesaurus van Auteursnamen: 071175431
- SNAC: w6kj1dcw
- Système universitaire de documentation: 086949640
- Trove: 974620
- Virtual International Authority File: 71579261
- WorldCat: E39PBJvHhp7wBx3Thxf99KM773